# 性傾向歧視條例
性傾向歧視條例立法建議（英文簡稱SODO），自1990年代以來一直在香港社會討論，香港特區政府一直沒有積極計劃就此條例立法進行諮詢，所以至今仍未在香港立法會通過成為草案及《香港法例》。訂立法例的原意是要保障不同性傾向人士，避免因不同性傾向而受不合理的歧視和差別對待。
香港現有的歧視條例，特別是《性別歧視條例》當中，並未包括對不同性傾向的歧視。

## 背景
自1991年香港實行同性戀非刑事化后，本地人權及同性戀权利團體努力爭取立法，香港回歸前政府曾嘗試一籃子地為歧視條例立法，但不獲通過。1994年及1997年，議員胡紅玉及劉千石分別以私人草案方式進行立法，結果因立法會內票數不足未能通過。
隨後香港政府個別地替不同的歧視立法，先後有性別歧視條例、殘疾歧視條例、種族歧視條例及家庭崗位歧視條例。
2006年3月10日，香港特區政府受聯合國人權事務委員會及社會及文化權利委員會的壓力，要求開始進行立法工作，保障社會人士不會因其性傾向受到歧視。

## 理念
民政事務局的《消除性傾向歧視的僱傭實務守則》，性傾向是指：異性戀（性方面傾向於異性）、同性戀（性方面傾向於同性）和雙性戀（性方面傾向於同性和異性）。
港英政府在1996年發表了一份有關性傾向歧視的研究及諮詢文件，當中亦把性傾向局限於異性戀、同性戀及雙性戀。
守則中的「歧視」定義是指基於性傾向或根據傳統觀念所認定的性傾向，而作出任何的區別、排斥、限制或優惠，其目的或結果是要消除或損害人權和自由。而「騷擾」指基於性傾向而受到不受歡迎的對待，包括口頭及實際行動兩方面。身體遭受侵犯、恐嚇、令人反感的笑話、嘲諷和侮辱等。「中傷」則是指透過任何公開活動而煽動對不同性傾向人士的仇恨、極度鄙視或強烈的嘲諷。在本文件內，公開活動指任何煽動他人的行為。
假使我們對待B的方法有別於對待A的方法（A、B可以代表個體或組別），我們就說B受到差別對待（differential treatment）。不合理的差別對待經常與社會指稱的偏見混淆，前者是法律框架下的歧視行為，後者是法律不會規管的個人看法。在現行的性別歧視條例中，事實存在一些文化上可被合理接受的差別對待，例如：女廁服務員的聘請不用是男性，這是一般合理情況下的法律容許的差別對待。
我們可以透過現行四條反歧視條例的內容，得知性傾向歧視條例的大致框架，是規管針對五個特定範疇的不合理差別對待，包括：就業、教育、租住、會籍，以及貨品、設施和服務提供。此外，一些海外歧視法也可供社會參考，加拿大法學家Dale Gibson指出只有當那些差別對待是帶敵意的（invidious）、有貶意的（pejorative）、不合理的、不公平的、非理性的、任意的、前後不一致的和沒有需要的，差別對待才構成歧視。另外，也不是所有歧視都是法律所關注的，只有那些產生實質影響（substantial）的歧視，法庭才受理。

## 處境
香港社會對性小眾的歧視情況時有出現，雖然香港相對寬容，普遍香港人反對在工作和就業上歧視性傾向，對待性傾向議題在社會上仍相對敏感，社會上的保守派反對同性戀的聲音較大，他們反對一切關于保障性小眾的權益立法。
2009年，香港小童群益會曾就同性戀青少年在學時的經歷展開調查，發現受訪同性戀學生曾遭遇社交排斥、杯葛(39.8%)、言語暴力(42.3%)以至肢體傷害或性騷擾(13.5%)。
2012年11月，香港大學民意研究計劃就市民對不同性傾向人士權利的意見進行為期六日的民意調查，成功訪問了1,022名市民；顯示75.8%的受訪者認為社會普遍對不同性傾向人士存在歧視，63.8%的受訪者同意應該立法保障不同性傾向人士免受歧視。
另一方面，對性傾向歧視條例立法亦有爭議和反對的強烈聲音，其中保守的宗教團體認為相關條例立法會侵犯宗教、言論、良心及教育自由。
2012年11月，反同性戀組織明光社總共收到超過兩萬八千個聯署簽名反對就性傾向歧視條例立法進行諮詢，立法諮詢議案最終在分組點票直選及功能組別皆被否決。
2013年1月14日，基督教保守派教會中國基督教播道會恩福堂在添馬公園舉辦「愛家共融祈禱音樂會」，大會聲稱逾五萬人參與，警方表示高峰期有五千人。

## 其他司法管轄區類似條例
立法禁止性傾向、性別認同及雙性人身份歧視的研究 第六章 性傾向、性別認同及雙性人身份歧視法例比較 

### 美國紐約
SONDA （页面存档备份，存于）

### 愛爾蘭
state’s Employment Equality Act.Section 37 of the existing law grants specific exemptions from sections protecting LGBT people to “religious, educational or medical institutions” – permitting them to discriminate “in order to maintain the religious ethos of the institution”.

## 條例立法爭議
- 必然性

支持的意見認為，同性戀者普遍不公開其性傾向的情況下，於現有的就業、教育、服務等這些基本生活需要的範疇內獲得平等合理保障，若員工不能保證其同性戀身份曝光後，而引致僱主的投閒置散或失去工作機會，情況在教育界與紀律部隊等身份敏感的行業普遍出現。反對者則擔心同性戀者可因此在就業、教育、服務等方面享有特殊權利，並質疑在少數族裔的權利仍未得到保障時為何要先保障性小眾的權益。
- 尊重人權與性傾向歧視條例的意識連繫

在公民及政治權利國際公約中，性傾向及性別認同現時已被列為與性別和種族同樣地位的基本人權之中。香港法律學者戴耀廷指：香港是一個多元化社會，而香港社會也跟從很多西方社會的發展追求人權保障。人權也要保障人的尊嚴，而性傾向是涉及人的尊嚴的。反對一方認為許多個人自由的問題都不是能夠直接從人權原則作出決定，而要靠社會規範，例如賭博、暴力或色情刊物、吸煙等問題。支持一方認為要以基本人權的角度爭取不因任何人的性傾向而受歧視。
- 要立法禁止的歧視必須是實質性的

在法律上訂明的歧視行為，是規管針對五個特定範疇的不合理差別對待，包括：就業、教育、租住、會籍，以及貨品、設施和服務提供。對於不同性傾向人士的不滿言論、看法及態度，除非引致對方財物損失及身體損傷（法律視為嚴重中傷），否則是不受法律規管。故此，基於對一個群體／身分的籠統認識或錯誤理解，而產生對她／他們的負面態度和感覺，不是法律上的歧視，可見用法律去管制的歧視行為是有界線的
此外，即使擴大現有的歧視條例，也不可能去禁止一切歧視的態度，亦即是立法並不會消除歧視，如父母的偏心，男女僱員薪酬的差異不平等的性別歧視，或一些非明顯的種族歧視，如一些對少數族裔並無構成實質傷害的嘲弄言論，法例並不能禁止。

### 逆向歧視爭議
現時香港的歧視條例並無包含不同性取向的人士，部分團體支持性傾向歧視立法，認為立法可以保障他們在教育和工作方面不會受到歧視和不公平對待，與性別和種族的歧視條例相同。不少保守的宗教團體，特別是基督教反同組織明光社一直強烈反對立法，認為立法會造成「逆向歧視」。

### 支持立法的主要團體和論據
支持性傾向歧視條例立法團體：

#### 團體
爭取性傾向歧視立法陣線
- 成員包括香港女同盟會、彩虹行動、大同、跨性別權益會。
- 根據不同的研究計劃顯示，性傾向歧視在港日益嚴重，而校園及職場是重災區，受害人有怨無路訴，更難以得到適切的支援。

我們期望，香港政府立即啟動性傾向歧視條例之立法程序，帶動社會正視性傾向歧視問題，長遠促進不同性傾向人士在香港和諧共處。
香港性小众平权联盟
- 成员包括(按笔划排序)：九龙佑宁堂、女同学社、中大性别关注组、午夜蓝、世界公民、同自在、同志公民、姊妹同志、姐姐仔会、性神学社、性？无别！、香港中文大学酷儿团契、香港基督徒学会、众乐教会、基恩之家、基督教协进会性别公义促进小组、跨性别资源中心、黑天使音乐剧团、G点电视和Queer Straight Alliance。
- 香港性小众平权联盟推出首个涵盖性倾向、性别认同及性别表达的民间方案，就制订《性倾向及性别认同歧视条例》提出具体的立法建议。

彩虹行動
- 政府所有政策、福利和服務不可以有任何歧視。房屋局「同性伴侶沒有一起申請公屋的權利」違反《香港人權法》中的規定。

新婦女協進會
- 衛生福利局對同性戀者之同性伴侶，是否被醫院視為在緊急情況下「關係密切的人」無正面回應。

十分一會
- 保安局、房屋局、衛生福利局、電檢處等各部門皆忽視了性傾向平等意識及不同性傾向人士的需要。

智行基金會
- 於反性傾向歧視方面，立法與公眾教育並無衝突，應同時進行。
- 最好的政策是最廣闊及最公平的政策，包含最廣闊範圍類別的家庭類型，任何提供給夫妻的福利都應同樣提供給「同志伴侶」。

香港天主教大專聯會
- 信仰教導愛貧窮人為先，不應包括道德上的批判。立法可以至少保障那些弱小者的人性尊嚴。

香港基督徒學會
- 因《人權法案條例》只限於政府機構，不適用於非政府機構，故有需要立法。由於涉及宗教自由及教會內行使工作權力的範圍（如擔任神職人員，牧師及傳道人等教會工作），應予以法例上的豁免。

香港基督教工業委員會
- 《僱傭條例》第九條所載有關非法解僱並不包括對不同性傾向人士的歧視，對不同性傾向人士的保障不足。

基恩之家
- 本港有實際性傾向歧視個案，應立法禁止基於性傾向的歧視，不應給予宗教及教育界任何豁免。

女同學社
- 人與人之間有著各式各樣先天或文化構成的差異，例如性別、種族、殘疾、家庭崗位、年齡、性傾向及性別認同等。我們的社會往往會按照這些差異把人分門別類，並給予不同的對待。反歧視法的基本精神是人人都應該享有平等機會。

香港人權監察
- 香港作為國際人權體制的一部份，亦不能再漠視有關性傾向的人權準則和義務。
- 總括而言，香港現時有關性傾向的法例有很多不足之處，法律改革有其必要。可引進的改革可分為三類：首先，政府當局應撤銷刑法中針對同性與異性性關係的條文的不平等。其次，政府當局應制定反性向歧視條例，保障性小眾的權益。政府當局亦應制定法例，在法律上承認同性伴侶的地位。

國際特赦組織香港分會
- 港府以「非立法方式」遏止性傾向歧視已超過20年，仍未能有效消除歧視，而且平機會報告亦指出過半數市民支持立法的情况下，政府很應該把握此機會，盡快啟動性傾向歧視的立法程序，以使現行的歧視條例更臻完善——畢竟，自詡為國際大都會的香港，在為LGBTI人士提供平等環境方面，已是大大落後於人。
- 可見，香港政府有責任履行國際公約，落實委員會審議結論，從速就性傾向和性別認同歧視立法。

聯合國人權事務委員會
早於1999年，聯合國人權事務委員會於《公民權利和政治權利國際公約》的審議結論中，就香港的性傾向歧視情况提出關注：「現行法例並未為基於種族或性傾向遭受歧視的人士，提供任何補救。香港特區應制訂所需法例，確保《公約》第26條得到全面落實。」而2013年的審議結論亦再一次關注香港：「應考慮頒布立法，明確禁止基於性取向和性認同的歧視，採取必要措施制止對同性戀的偏見和社會鄙視，並明確表示不容忍任何形式的基於性取向和性認同的騷擾、歧視或暴力行為」，並應「按照《公約》第26條，確保未婚同居的同性伴侶享有給予未婚同居的異性伴侶的同樣福利」。
聯合國經濟、社會與文化權利委員會
《經濟、社會與文化權利的國際公約》的經濟、社會與文化權利委員會亦於2001年、2005年及2014年的審議結論中，表達對香港有人因受到性取向和性別認同歧視而未能充分享有經濟、社會和文化權利表示關注，例如2014年的審議結論中列明關注「基於性取向和性別認同的歧視，尤其是在就業、教育、醫療和住屋方面」及「缺乏全面的反歧視立法」，並促請香港政府「依照《公約》第2條第2款並考慮到委員會關於在經濟、社會和文化權利方面不歧視的第20號一般性意見（2009年），通過全面的反歧視立法」，並「採取適當措施，確保男女同性戀者、雙性戀者和跨性別人士能夠充分享有其經濟、社會和文化權利而不受歧視」。
關懷愛滋
聯合國愛滋病規劃署(UNAIDS)早於2009年，已經清晰地建議立法者訂立性傾向歧視條例，減低愛滋病病毒對他們的影響。然而，在快到2017年的今天，政府的愛滋病建議策略文件中，卻依然以「繼續留意」的字眼，回應同志社群多年來對立法保障權益的訴求。
平機會及香港中文大學香港亞太研究所性別研究中心
平等機會委員會(平機會)及香港中文大學香港亞太研究所性別研究中心(性別研究中心)今天(2017年3月9日)發表聯合聲明(請參閱附件)，呼籲政府盡快就禁止性傾向、性別認同和雙性人身份歧視進行公眾諮詢並且立法。 
- 其他支持本聲明的機構

1. (1) 商界 Business sector
  1. (a) 金融機構 Financial institutions and organisations
    1. ABN AMRO Bank N.V. (荷蘭銀行)
    2. AIG Insurance Hong Kong Limited (美亞保險香港有限公司)
    3. Asia Securities Industry & Financial Markets Association (ASIFMA) (亞洲証券業和
    4. 金融市場協會)
    5. Bank of America Merrill Lynch (美林銀行)
    6. Barclays (巴克萊銀行)
    7. Blackrock Inc (貝萊德)
    8. BNY Mellon (紐約梅隆銀行)
    9. Commonwealth Bank of Australia, Hong Kong Branch (澳洲聯邦銀行，香港分行)
    10. Credit Suisse (瑞士信貸)
    11. Goldman Sachs (高盛)
    12. Hong Kong LGBT Interbank Forum
    13. J.P. Morgan (摩根大通)
    14. Morgan Stanley (摩根士丹利)
    15. Societe Generale (法國興業銀行)
    16. State Street (美國道富銀行)

  2. (b) 其他商業機構 Other business sector
    1. AmCham (American Chamber of Commerce in Hong Kong) (香港美國商會)
    2. Edelman Public Relations Worldwide (HK) Ltd (愛德曼香港)
    3. Google (谷歌)
    4. Lane Crawford Joyce Group (連卡佛)
    5. LUSH Asia Limited
    6. PLUG Magazine
    7. PVH Corp

2. (2) 領事館 Consulates
  1. Australian Consulate-General, Hong Kong (澳洲駐港總領事館)

3. (3) 律師行及法律機構 Law firms and legal organisations
  1. Clifford Chance (高偉紳律師行)
  2. Davis Polk
  3. Freshfields Bruckhaus Deringer (富而德律師事務所)
  4. Herbert Smith Freehills (史密夫·斐爾律師事務所)
  5. Hogan Lovells
  6. Hong Kong Gay and Lesbian Attorneys Network (HKGALA) (香港同志律師協會)
  7. Hong Kong International Arbitration Centre (香港國際仲裁中心)
  8. Linklaters (年利達律師事務所)
  9. Morley Chow Seto
  10. Oldham Li & Nie (高李嚴律師行)
  11. Paul Hastings (普衡律師事務所)
  12. Progressive Lawyers Group (法政匯思)
  13. Ropes & Gray
  14. Skadden, Arps, Slate, Meagher & Flom (世達國際律師事務所)
  15. Vidler and Co (韋智達律師行)

4. (4) 非政府機構 Non-Government Organisations
  1. Action Q (大專同志行動)
  2. AIDS Concern (關懷愛滋)
  3. Amnesty International Hong Kong (國際特赦組織香港分會)
  4. Association for Transgender Rights (跨性別權益會)
  5. Association of World Citizens Hong Kong China (世界公民協會中國香港)
  6. Big Love Alliance (大愛同盟)
  7. Community Business (社商賢匯)
  8. Concern.IS (藩籬以外 ﹣認識和關愛雙性人)
  9. Equality Caucus (平權法案工作室)
  10. Fruits in Suits
  11. Gathering Point (匯聚)
  12. Gay Harmony (大同)
  13. GDotTV (G 點電視)
  14. Human Rights Watch (人權觀察)
  15. Les Corner Empowerment Association (女角平權協作組)
  16. Les Peches
  17. Nutong Xueshe (女同學社)
  18. Out & Vote (同志公民)
  19. Out in HK
  20. Out Leadership
  21. Pink Alliance (粉紅同盟)
  22. Pink Season (粉紅天)
  23. PrideLab
  24. Primaco Productions (原色人)
  25. QUEER SISTERS (姊妹同志)
  26. Queer Straight Alliance
  27. Rainbow Action (彩虹行動)
  28. Rainbow of Hong Kong (香港彩虹)
  29. Sex and Gender Concern Group, CUHK (中大性/別關注組)
  30. Transgender Resource Centre (跨性別資源中心)
  31. Women Coalition of HKSAR (香港女同盟會)

5. 5. 宗教團體 Religious groups
  1. Covenant of the Rainbow: Towards a Truly Inclusive Church (彩虹之約-共建同志友善教會行動)
  2. Hong Kong Christian Institute (香港基督徒學會)
  3. Queer Theology Academy (性神學社)
  4. Samma-kammanta

6. 6. 大學學者 (個人名義) University Academics (personal capacity)
  1. Mr Hong-Cheng Maurice Chang Adjunctive lecturer at National Taiwan University of Science and Technology
  2. Dr Sam Winter, B.Sc., P.G.D.E., M.Ed., Ph.D, Team leader, Sexology, Associate Professor, School of Public Health, Faculty of Health Sciences, Curtin University

社商賢匯
確立具體計劃和時間表，為消除性傾向及性別認同歧視而立法
青年新政
- 支持就《性傾向歧視條例》立法，以保障不同性傾向人士在教育、就業、消費及醫療等方面免於歧視，以保障基本人權。

#### 個人
劉千石議員
要有效消除歧視，公民教育和制定反歧視法例同樣重要。
陳志全議員
何秀蘭議員
工黨：（鄭司律-香港島）
民主黨：（黃碧雲-九龍西）
公民黨：（余若薇-新界西）
街工：（黃潤達-新界西）

### 反對立法的主要團體及論據

#### 團體
維護家庭聯盟
- 反對不合理地對待同性戀，認為性傾向歧視條例預設了同性戀於道德上正確是錯誤的，社會不應鼓吹同性戀行為。
- 以法律為同性戀者提供特別的保護，使同性戀者比起異性戀者有更優越的地位，而非平等。
- 以反歧視包裝，用法律壓制不認同同性戀行為的人權（如良心自由、言論自由、宗教自由、結社自由），造成道德歧視等逆向歧視。
- 為同性婚姻開綠燈，衝擊婚姻及家庭制度。
- 性傾向難以驗證，容易被人濫用，如僱員可向僱主宣稱自己為同性戀者而免被解僱。

明光社
- 若香港通過立法，間接鼓吹同性戀，肛交現象更普遍，香港社會公共衛生方面將付出沉重代價。
- 法例有教育作用。性傾向歧視法除了教育反歧視，同時亦強制「同性戀正常化」的意識加諸於不贊成同性戀的人身上，是侵犯人權。
- 歧視法必然帶來逆向歧視，對同性戀有不同意見的人士都「反被歧視」，被剝削良心、宗教自由和言論自由。
- 若同性戀人士受性傾向歧視立法保護，按照同一邏輯，其他性傾向人士（異性戀、雙性戀、親子戀、家人戀、人獸戀、人物戀等）也應同樣須要受到法例保護，否則法例會令同性戀人士成為霸權，違反訂立歧視法的多元、包容含意；同時，因法例而產生的衝突，如亂倫法、獸交法、戀童法亦需要重新審視。
- 個別人士的性傾向難以辨別，討論立法時必須考慮實際執法的困難。
- 歧視與分歧並不能混為一談。不認同不等於歧視；不認同也不等於傷害性言語，在立法時應該作出分辨，以免抵觸言論自由。

香港性文化學會
- 副主席洪子雲博士副主席認為性傾向歧視條例立法會造成骨牌效應，除了保護同性戀者，還需保護更多不合乎社會道德規範的性傾向。因為性小眾雖然包括同性戀、異性戀、雙性戀，但後來加入了跨性別、變性別等類別，前平基會主席余志穩甚至說性小眾是包括主流異性戀傾向以外的其他性傾向，即包括：孌童癖、人獸戀、戀物癖等等多元性傾向。

香港演藝學院 基督徒學生團契
藝術工作者很多時追求不設限制的思想空間，讓自己有更多的創作題材。然而，這個世界是有定律、規則的，如萬有引力，日出日落，也正如傳道書所講，神造萬物，各按其時，成為美好(傳道書3:11上)。故此，我們相信神在創世之時，造男造女，這個配搭是最美好的，作為藝術工作者，我們所追求的是真、善、美，而基督徒的工作者，更應該回應真理，因為相信在真理引導下，才能得著真正的自由。
性傾向條例家校關注組
護家協會

#### 個人
部分法律界人士
- 乃縵對於支持者以公約的第26條(即香港人權法案第22條)「人人在法律上一律平等，且應受法律平等保護，免被歧視。在此方面，法律應禁止任何歧視，並保証人人享受平等而有效之保護，以防因種族，膚色，性別，語言，宗教，政見或其他主張，民族本源或社會階級，財產，出生或其他身份而生之歧視。」指出不用理會香港社會共識，而立法保障不同性傾向人士有所保留。
- 因人權委員會的意見在法律上並沒有任何約束力，包括凌駕香港立法諮詢的程序。若特區政府並沒有憲法的責任，則市民參與討論應否立法需要是必須的。要考慮的是立法與否得視乎實際的情況，如對同性戀者的歧視是否嚴重，除了立法，是否有其他積極的措施可改善歧視問題；立法的緩急輕重問題，例如年齡歧視法例是否比性傾向歧視更加適切等等。
- 歧視法須分為兩類：公共行政與私人、私人與私人。訂立性傾向歧視法是市民與市民之間的，如支持者立論成立，就應禁止私人之間的所有形式的歧視，即包括宗教、政見或其他主張、民族本源、社會階級、財產、出生或其他身份等等。此很明顯會成為過度立法。

關啟文博士 浸大宗教及哲學系教授
- 他在《「反性傾向歧視」的思考》一文中，用上萬字篇幅詳細寫出性傾向歧視法的弊病和邏輯錯誤、人權的誤用及同志運動的策略。主要是反對透過立法，全盤將同性戀及雙性戀正常化。
- 公屋、公職、社會福利等的申請根本不考慮性傾向，也根本不用申報，說當中有歧視並不成立。
- 在香港處境，根本未見得同性戀者的社經地位比其他性傾向人士為低；亦沒有因此而令同性戀者在社經地位上被歧視。
- 性傾向歧視條例是同志運動的策略，目的是要扭轉一男一女的婚姻制度，改而以「多元婚姻」為目標。
- 難以辨別同性戀者的身份，自稱同性戀者便獲歧視法所保障，成為濫用歧視法。

羅秉祥博士 浸大宗教及哲學系教授
- 反對性傾向歧視立法，認為同性戀本身在社會上不道德。合法並不等同合乎道德；受法律容忍（tolerance）的罪惡並不等同得到道德認可（endorsement）。例如在香港，通姦、包二奶及個一樓一式的賣淫嫖妓都非刑事化，但市民並沒有因此誤以為通姦、包二奶、及賣淫嫖妓都是好事，值得法律保護。
- 同理，香港法律並不禁止同性戀行為，並不必然等於宣告同性戀跟異性戀一樣正常。和通姦、包二奶、賣淫嫖妓一樣，同性戀行為屬受法律容忍的罪惡（tolerated vice）。如對此有錯誤解讀，不道德的性行將視為美化。

黃成智 復和綜合服務中心生命教育總監，前民主黨立法會議員
- 反對性傾向歧視立法，認為性傾向歧視立法，造成對現有家庭觀念及教育方向的混亂（如以後我們在課本可否將爸爸定為男性等等問題），會對香港社會產生莫大衝擊。

蘇穎智牧師
- 一、任何人（包括教會、福音機構）不聘任同性戀者均會惹官司。
- 二、任何人（包括牧師、傳道）表達婚姻是一男一女，一夫一妻都可能被視為歧視同性戀而被檢控。
- 三、任何人傳講同性戀是罪均可能被控告甚至入獄。
- 四、任何人不租、不續租地方予同性戀者會被檢控。
- 五、任何人辭退同性戀者會被檢控。
- 六、任何人表達同性戀是歪風，是不道德的亦會被控。
- 七、同性戀者可公開宣揚他們的「教義」，他們的性觀。
- 八、有關家庭、婚姻等之定義，教科書將要修改。
- 九、下一代之道德觀將每況愈下。
- 十、愛滋病必增。
- 十一、出生率必下降。
- 十二、同性戀者變為特權階級。

李亮神父 天主教香港教區秘書長
- 政府擬立例保障同性戀者的權利，卻未有充份顧及其他社群，如兒童、青少年及過傳統婚姻生活和家庭生活的人仕的基本權利。
- 政府所計劃的諮詢，所擬定的主題有含糊誤導之嫌
- 只以電話收集二千人的意見，不作更廣泛的諮詢，包括讓有代表性的界別，如教育界、社工界和宗教界反映意見，顯示諮詢不夠認真。

胡志偉牧師 香港教會更新運動
- 基督教(天主教、東正教與更正教)肯定一男一女結合的婚姻是上主設立的，任何與此相違的，教會向公眾說明是歪曲人倫，危害社會與家庭的完整。
- 在多元社會內，人人均要尊重同性戀者或異性戀者，本港社會對同性戀者的接納，越來越高；
- 但這不表示要就性傾向歧視條例立法，為賦予同性伴侶享有合法『夫婦』地位舖路。一旦傳統的法例要被推倒，婚姻要重新定義，同性婚姻合法化的爭取，帶來的是婚姻變質、家庭瓦解和社會分化。
- 社會不給予同志享有合法婚姻地位，不是歧視或限制公民權利，乃是要肯定華人傳統的文化價值。

梁美芬
- 2016年2月15日立法會政制事務委員會會議討論消除歧視性小眾諮詢小組工作報告，梁美芬議員重申，反對為性傾向歧視立法，外國例子顯示立法會造成逆向歧視問題，侵犯市民的言論、學術和宗教自由。

梁美芬議員又指出，性傾向議題比《版權條例》爭議更大，隨時爭議八年再八年都沒有共識，立法不是解決性小眾歧視問題方向，贊成政府藉行政措施消除性小眾歧視。
李慧琼、馮檢基、葉國謙、涂謹申

竺永洪 社會工作者
- 處理「性傾向」事宜時，應先清楚界定對象；
- 其次是有關概念，如對象不清、概念不明，將會弄巧反拙。「反歧視」是社會的共識，「多元化」是社會的特色；卻未能回答「性取向」的「多元化」是否香港社會的共識。

### 其他意見
前布政司霍德在1990年動議「同性戀非刑事化」譯文節錄
贊成奉行嚴格性道德標準的人士，經常引用歷史上社會腐敗的例子，來支持他們的觀點。這些人士認為，容忍或鼓勵性自由，將會導致國家衰落。這項意見是很動聽，但卻與事實不符，因為在性方面的放縱或抑制，與文化的興衰從來沒有直接的因果關係。性道德標準是社會發展的產品，而非推動社會發展的動力。——會議記錄譯文十五頁
香港大學法律系的戴耀廷教授在一評論中指出教會在反對立法時所提出的論據包括
- ㈠ 同性戀者免受歧視並不是基本人權，而是讓同性戀者得到特別的保護，但卻沒有理據支持他們當受到特別的保護。
- ㈡ 性傾向只是單憑個人的聲稱，客觀上難以驗證，故易被濫用，導致不必要的訴訟，對不認同同性戀的人造成困擾。
- ㈢ 不認同同性戀的人在一些生活領域如僱傭和租賃樓宇的自由受到限制。
- ㈣ 反性傾向立法預設了同性戀於道德上是正確的，把同性性行為正規化。
- ㈤ 立法造成滑坡效應，為同性婚姻開路。
- ㈥ 立法造成骨牌效應，將來也可能制定立法禁止歧視其他性傾向或喜好如孌童和性虐待。
- ㈦ 不認同同性戀的人提出同性戀是不道德的言論會受到懲罰。
- ㈧ 學校即使不認同同性戀也要使用鼓勵同性戀的教材。

## 立法建議書
- 爭取性傾向歧視立法陣線 （页面存档备份，存于）
- 香港性小眾平權聯盟 （页面存档备份，存于）

## 香港政府
- 平等機會 （页面存档备份，存于）

### 行政
- 平等機會(性傾向)資助計劃 （页面存档备份，存于）
- 消除性傾向歧視僱傭實務守則 （页面存档备份，存于）
- 性別認同或性傾向查詢和投訴熱線 （页面存档备份，存于）

#### 組織
- 1996年成立平等機會委員會執行三條歧視法。[43]
- 2004年9月設立的少數性傾向人士論壇 （页面存档备份，存于）
- 2013年6月成立消除歧視性小眾諮詢小組 （页面存档备份，存于）取代了於少數性傾向人士論壇的職能

### 立法

#### 組織
- 研究性傾向歧視問題小組委員會
- 性別認同及性傾向小組

### 司法
- 麥樂倫五槍案」
- 英國民事結合法案
- 曹文傑訴廣管局案
- 律政司司長訴丘旭龍

### 報告
- 有關同性戀行為之法律[44]

## 發展
| 日期          | 事件 | 行政 | 立法 | 司法 | 其他                                                                         |
| ------------- | --- | --- | --- | ---- | ---------------------------------------------------------------------------- |
| 1994年        | | | 時任立法局議員胡紅玉女士提出《平等機會條例草案》。 |      |                                                                              |
| 1996年        | | 政府分別就性別歧視、殘疾歧視及家庭崗位歧視立法，並成立平等機會委員會執行這三條歧視法。                                                                 | |      |                                                                              |
| 1996年        | | 政府調查顯示85%市民反對訂立性傾向歧視條例，政府決定以教育代替立法。                                                                                    | |      |                                                                              |
| 1996年        | | | 劉千石議員提出平等機會條例草案修訂，包括家庭責任、性傾向及年齡歧視。 |      |                                                                              |
| 1997年        | | | 劉千石議員提出的私人草案以兩票之微不獲通過。 |      |                                                                              |
| 1998年        | | 民政事務局發表＜消除性傾向歧視的僱傭實務守則＞ | |      |                                                                              |
| 2000年12月    | | | 立法會民政事務委員會重新就應否定立性傾向歧視法討論。八月二十日舉行討論，不同團體的發言。                                                                                 |      |                                                                              |
| 2001年7月10日 | | | 研究性傾向歧視問題小組委員會向民政事務委員會會議提交的報告[CB(2)2053/00-01]                                                                                              |      |                                                                              |
| 2004年5月     | | | 香港立法會民政事務委員會屬下研究性傾向歧視問題小組提交報告，建議政府重新立法。                                                                                           |      |                                                                              |
| 2004年9月     | | 少數性傾向人士論壇成立 | |      |                                                                              |
| 2005年2月     | | 民政事務局委任3人小組(張妙清、梁美芬、陳耀莊)調查市民對不同性傾向的接納程度。                                                                          | |      |                                                                              |
| 2005年3月25日 | 維護家庭聯盟於4月29日刊登於明報港聞版A30,A31,A32,A33共四版內發起聯署聲明，反對「性傾向歧視條例」立法。共有9800人及374個團體參與。內容主要是指出性傾向歧視立法的流弊。 | | |      |                                                                              |
| 2005年5月     | | 民政事務局因不少聲音強烈反對，口風略轉，有關調查押後至年底。                                                                                           | |      |                                                                              |
| 2005年6月     | | 民政事務局公佈調查結果，並將報告提交立法會民政事務委員會，政府表示由於社會各界對立法存有不少矛盾，暫時擱置立法。                                       | |      |                                                                              |
| 2005年10月    | | 民政事務局完成有關調查。 | |      |                                                                              |
| 2009年5月7日  | | | 立法會與申訴團體會晤，討論該申訴團體提出有關立法禁止性傾向歧視的要求。此事已轉交政制事務委員會跟進。立法會秘書處申訴部就與性傾向及性別認同有關的歧視問題發出的轉介文件。 |      |                                                                              |
| 2010年1月12日 | | | 立法會秘書處申訴部就與性傾向及性別認同有關的歧視問題發出的轉介文件， |      |                                                                              |
| 2012年11月7日 | | | 工黨議員何秀蘭向立法會提出動議，促請政府盡快就立法保障不同性傾向人士的平等機會及基本權利展開公眾諮詢，諮詢議案最後在分組點票被否決。                                     |      |                                                                              |
| 2013年1月16日 | | 行政長官梁振英於施政報告公開交代政府會繼續廣泛聽取不同的意見，目前並無任何諮詢計劃。                                                                   | |      |                                                                              |
| 2013年6月10日 | | 政制及內地事務局宣布，成立消除歧視性小眾諮詢小組，就性小眾被歧視的關注及相關事宜向政府提供意見。取代了於二零零四年九月設立的少數性傾向人士論壇的職能。 | |      |                                                                              |
| 2014年5月12日 | | 平機會推出有關立法禁止性傾向、性別認同及雙性人身份歧視的可行性研究                                                                                     | |      |                                                                              |
| 2014年7月14日 | | 回應捍衛家庭價值大聯盟指「有關立法禁止性傾向、性別認同及雙性人身份歧視的可行性研究」立場偏頗                                                           | |      |                                                                              |
| 2015年5月27日 | | 平機會聲明：回應「同性/雙性戀及跨性別中學生在校園遇到的騷擾和歧視經歷」研究結果                                                                        | |      | 香港教育學院發表「同性／雙性戀及跨性別中學生在校園遇到的騷擾和歧視經歷」研究 |
| 2015年11月5日 | | | |      | 湯漢樞機有關即將舉行的2015年區議會一般選舉及日後各級選舉之呼籲               |
| 2016年1月26日 | | 平機會公布「立法禁止性傾向、性別認同及雙性人身份歧視的研究」的結果                                                                                     | |      |                                                                              |

## 外部連結

### 正方
- .   [2016-03-21]. （原始内容存档于2016-03-03）.
- .   [2011-09-06]. （原始内容存档于2011-10-01）.
- .   [2013-07-06]. （原始内容存档于2020-01-28）.
- .   [2016-03-21]. （原始内容存档于2018-05-16）.
- .   [2016-03-22]. （原始内容存档于2010-03-03）.
- .   [2016-03-22]. （原始内容存档于2016-03-15）.

### 反方
- .   [2011-09-06]. （原始内容存档于2011-11-11）.
- .   [2011-09-06]. （原始内容存档于2011-02-18）.
- .   [2011-09-06]. （原始内容存档于2021-02-27）.
- .   [2016-04-03]. （原始内容存档于2020-06-24）.

### 中立
- .   [2011-09-06]. （原始内容存档于2019-10-30）.
- .   [2016-03-21]. （原始内容存档于2020-01-28）.
- .   [2011-09-06]. （原始内容存档于2017-06-28）.
- .   [2016-03-28]. （原始内容存档于2021-02-12）.
- .   [2016-03-29]. （原始内容存档于2021-01-22）.